# تاکاسو، هوکایدو
تاکاسو، هوکایدو (به لاتین: Takasu, Hokkaido) یک منطقهٔ مسکونی در ژاپن است که در Kamikawa Subprefecture واقع شده‌است. تاکاسو ۷٬۶۳۱ نفر جمعیت دارد.